# Bob Maes
Robert F. (Bob) Maes (Zaventem, 22 oktober 1924 — Leuven, 12 augustus 2025) was een Vlaams-nationalistisch Belgisch politicus voor de Volksunie (VU).

## Levensloop
Bob Maes volgde klassieke humaniora aan het Koninklijk Atheneum van Brussel. Na zijn studies werkte hij een jaar onder het stelsel van de verplichte tewerkstelling. Tijdens het schooljaar 1942-1943 richtte hij aan het atheneum een afdeling op van het Dietsche Studentenschap. In 1943 werd hij lid van het VNV en de Nationaal-Socialistische Jeugd Vlaanderen. Van het NSJV was hij schaarleider van Oudergem en de laatste maanden van de Tweede Wereldoorlog streeksecretaris. In september 1944 gaf hij zichzelf aan bij de politie waarna hij een jaar in voorhechtenis zat. Hoewel Maes nooit veroordeeld werd, verloor hij wel zijn burgerrechten voor een periode van twintig jaar. In 1946 ging hij werken in een verzekeringsfirma en in 1957 werd hij zelfstandig verzekeringsmakelaar.
In 1950 richtte hij de Vlaamse Militanten Orde op, naar het voorbeeld van de vroegere Vlaams-nationale milities. In 1967 werd de naam daarvan gewijzigd in "Vlaamse Militanten Organisatie". In 1951 trad hij toe tot de Vlaamse Concentratie, waarvan hij bestuurslid was. In 1954 maakte hij de overstap naar de pas opgerichte Volksunie. Hij werd er lid van de partijraad en het partijbestuur. Van 1965 tot 1995 was hij provinciaal voorzitter voor de provincie Brabant.
In 1971 ontbond hij de VMO. Bij de parlementsverkiezingen van datzelfde jaar werd Maes, die al eerder voor de VU kandidaat was, van op de tweede plaats rechtstreeks verkozen tot rechtstreeks verkozen senator voor het arrondissement Brussel-Halle-Vilvoorde. Hij bleef zetelen in de Senaat tot in 1985. In de periode december 1971-oktober 1980 zetelde hij als gevolg van het toen bestaande dubbelmandaat ook in de Cultuurraad voor de Nederlandse Cultuurgemeenschap, die op 7 december 1971 werd geïnstalleerd. Vanaf 21 oktober 1980 tot oktober 1985 was hij lid van de Vlaamse Raad, de opvolger van de Cultuurraad en de voorloper van het huidige Vlaams Parlement. Sinds 13 oktober 1985 is hij eresenator. Van 1972 tot 1986 zetelde hij ook in de Zaventemse gemeenteraad.
Toen Maes verkozen was als senator zetelde zijn partij, de Volksunie, in twee opeenvolgende regeringen: de regering-Tindemans IV en de regering-Vanden Boeynants II (beide regeringen werden gevormd door de CVP/PSC, de BSP/PS, het FDF en de Volksunie). Bob Maes was een fel tegenstander van het Egmontpact en werd gevraagd over te lopen naar de splinterpartijen VVP en VNP (die later fuseerden tot het Vlaams Blok), maar weigerde telkens. Na de ontbinding van de Volksunie koos hij voor N-VA. Voor deze partij werd zijn dochter Lieve Maes senator en Vlaams volksvertegenwoordiger. Binnen de Volksunie verdedigde Maes steeds het traditionele Vlaams-nationalisme.